# Wassila Raouafi
Wassila Raouafi (ur. 6 kwietnia 1988) – tunezyjska zapaśniczka walcząca w stylu wolnym. Zajęła 22. miejsce na mistrzostwach świata w 2007. Triumfatorka igrzysk afrykańskich w 2007. Złota medalistka mistrzostw Afryki w 2008 i brązowa w 2006. Mistrzyni Afryki juniorów w 2006 roku.